# Marketing i Rynek
Marketing i Rynek – polski miesięcznik wydawany przez Polskie Wydawnictwo Ekonomiczne.

## Opis
Miesięcznik ukazuje się od 1994 r. Czasopismo jest skierowane głównie do osób profesjonalnie zajmujących się marketingiem, a więc szefów dużych i małych przedsiębiorstw, szefów i pracowników działów marketingu, pracowników agencji reklamowych i badania rynku itp., a także do studentów marketingu w wyższych uczelniach różnych typów oraz do ich wykładowców. 